# Inferno - Last in Live
Inferno – Last in Live е концертен албум на американската хевиметъл група Dio. Записан е по време на турнето за албума „Angry Machines“ и издаден на 24 февруари 1998 г., от Mayhem Records. В този албум са включени и песни от периода на Рони Джеймс Дио в Black Sabbath и Rainbow.

### Диск едно
1. „Intro“ – 1:36
2. „Jesus, Mary & the Holy Ghost“ – 3:27 (Дио, G, Пилсън)
3. „Straight Through the Heart“ – 5:48 (Дио, Бейн)
4. „Don't Talk to Strangers“ – 6:03 (Дио)
5. „Holy Diver“ – 4:59 (Дио)
6. „Drum Solo“ – 4:02
7. „Heaven and Hell“ – 7:29 (Дио, Тони Айоми, Гийзър Бътлър, Бил Уорд)
8. „Double Monday“ – 3:18 (Дио, G, Апис)
9. „Stand up and Shout“ – 4:08 (Дио, Бейн)
10. „Hunter of the Heart“ – 5:15 (Дио, G, Апис)

### Диск две
1. „Mistreated“/Catch the Rainbow – 10:11 (Дио, Ричи Блекмор, Дейвид Ковърдейл)
2. „Guitar Solo“ – 3:39
3. „The Last in Line“ – 6:54 (Дио, Кемпбъл, Бейн)
4. „Rainbow in the Dark“ – 4:56 (Дио, Кемпбъл, Бейн, Апис)
5. „Mob Rules“ – 3:37 (Дио, Бътлър, Айоми)
6. „Man on the Silver Mountain“ – 2:11 (Дио, Блекмор)
7. „Long Live Rock and Roll“ – 4:14 (Дио, Блекмор)
8. „We Rock“ – 5:40 (Дио)

#### Бонус песни (в японското издание)
1. „After All the Dead“ – 6:20 (Дио, Айоми, Бътлър)
2. „I“ – 5:26 (Дио, Айоми, Бътлър)

## Състав
- Рони Джеймс Дио – вокал
- Трейси G – китара
- Лари Денисън – бас
- Скот Уорън – клавишни
- Вини Апис – барабани